# Sigmund Haffner der Ältere

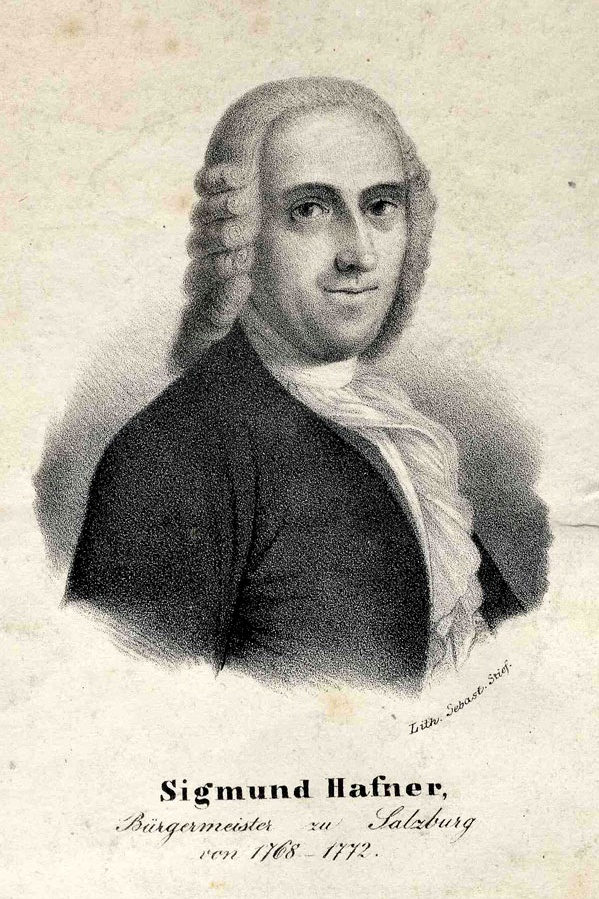
Sigmund Haffner, Lithographie von Sebastian Stief

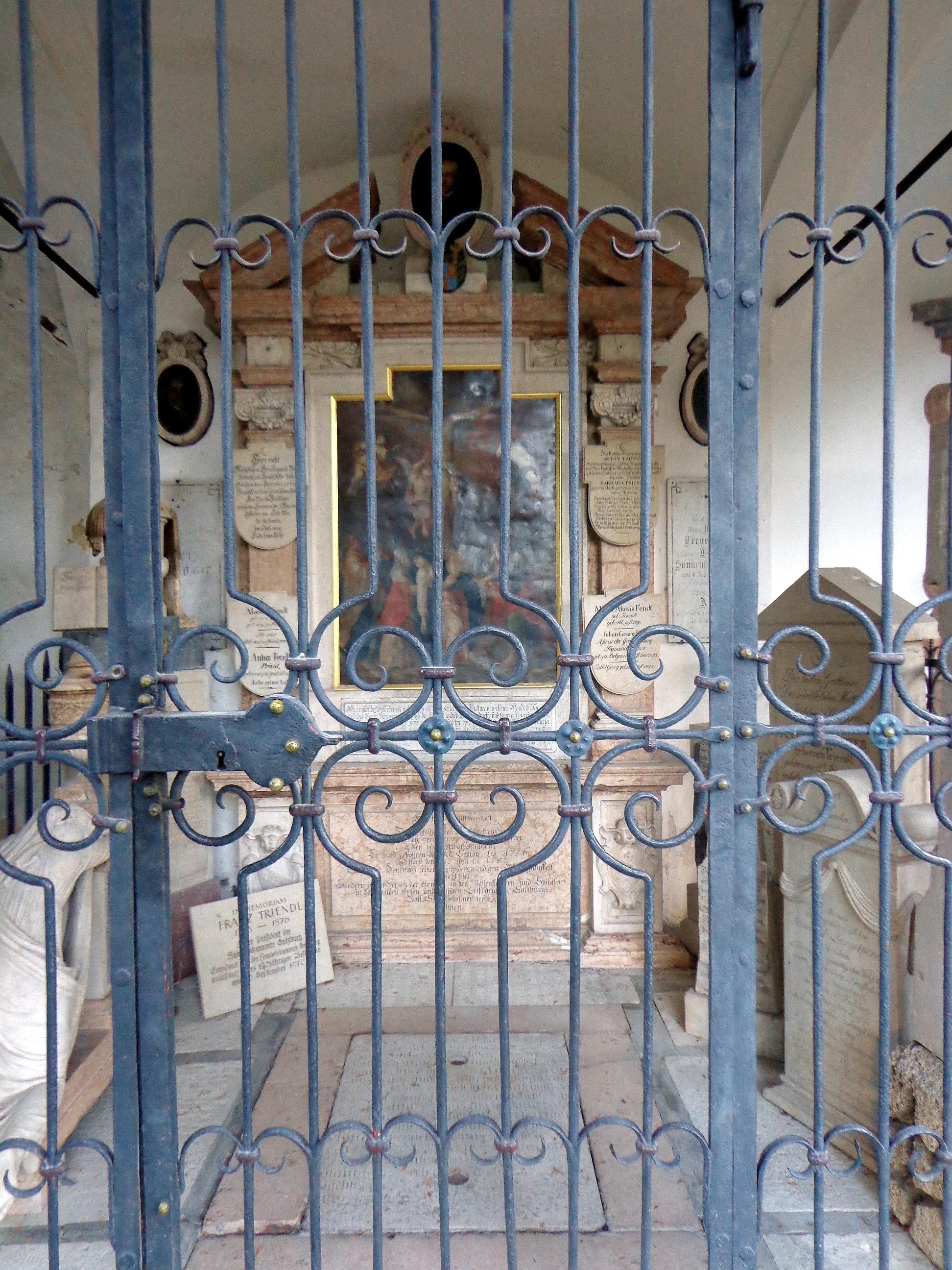
Gruft 39 (Petersfriedhof Salzburg): Haffner'sche Grablege, in der auch Sigmund Haffner d. Ä. und Sigmund Haffner d. J. bestattet sind

Sigmund Haffner der Ältere (auch Sigmund Hafner) (* 29. Oktober 1699 in Jenbach, Tirol; † 15. Januar 1772 in Salzburg) war Landtagsabgeordneter und von 1768 bis 1772 Bürgermeister der Stadt Salzburg. 

## Leben und Werk
Haffner war ein reicher Handelsmann und erhielt 1754 das Recht zur Prägung eigener Münzen, die als Haffner-Halbpaten bis 1760 im Umlauf waren.
Sigmund Haffner ging vor allem als Mäzen in die Geschichte ein. Er errichtete die beiden seinerzeitigen Waisenhäuser in Mülln und unterstützte mit insgesamt über 300.000 Gulden zusätzlich folgende Salzburger Einrichtungen: Armeninstitut, den Armenbürgersäckel, die Stadtalmosenkassa, das Johannsspital, das Bürgerspital, das Bruderhaus, das Leprosenhaus, die Arme-Studenten-Kassa, die Normalschule, die Hausarmenkassa, den Lehrjungenfonds, das Gebärhaus, die Ursulinenschule, die drei Stadtkaplaneien, das Kloster Loreto, das Franziskanerkloster, das Kapuzinerkloster und das Theatinerkloster.
Die Grabstätte Sigmund Haffners d. Ä. befindet sich auf dem Petersfriedhof in Salzburg.
Sigmund Haffners Sohn, Sigmund Haffner der Jüngere (1756–1787), war Humanist und durfte nach seiner Erhebung in den Reichsadelsstand im Jahr 1782 fortan das Prädikat von Inbachshausen führen. Die Tochter Sigmund Haffners d. Ä., Theresia (1740–1798), heiratete am 25. Mai 1762 Franz Xaver Andreas Athanasius Weiser (1739–1817). Dieser war der älteste Sohn von Ignatz Anton von Weiser, der Textdichter von Mozarts Singspiel Die Schuldigkeit des ersten Gebots und direkter Nachfolger Haffners als Bürgermeister von Salzburg.

## Ehrung
Nach Sigmund Haffner wurde 1873 die Sigmund-Haffner-Gasse in der Salzburger Altstadt benannt.
Wolfgang Amadeus Mozart setzte den Haffners 1776 mit der als musikalische Untermalung des Polterabends zur Hochzeits Sigmund Haffners d. J. entstandenen Haffner-Serenade KV 250 ein musikalisches Denkmal. Auch komponierte er 1782 zur Adelserhebung des jungen Haffners, vermutlich im Auftrag Leopold Mozarts, die sogenannte Haffner-Sinfonie KV 385.